# إسحاق الثاني
إسحق الثاني أنجيلوس (1156 – 1204) هو إمبراطور بيزنطة بين عامي 1185 – 1195 ثم بين عامي 1203-1204، وخليفة أندرونيكوس الأول كومنينوس.
وكان قد ابتدأ عهده بنصر حاسم على النورمان وملكهم وليام في إيطاليا، لكن في غير ذلك لم تكن سياساته بهذا النجاح، فقد فشل في استعادة قبرص من النبيل المتمرد إسحاق كومنينوس، وتسببت الضرائب الباهظة التي فرضها لدفع البلغار والفلاخ إلى الثورة عام 1186.
في عام 1187 قام الجنرال ألكسيس براناس الذي أرسل لقمع الثوار بالعودة بجيوشه والانقلاب على سيده والسيطرة على القسطنطينية ولكنه فشل في مسعاه وقتل، ثم تحول اهتمامه مجددا إلى الشرق حيث قام العديد من المطالبين بالعرش بالتمرد قبل أن يقمعهم، وفي عام 1189 حصل الإمبراطور بارباروسا على إذن مرور ليقود جيوشه عبر الأراضي البيزنطية خلال الحملة الصليبية الثالثة، ولكن ما كاد يعبر الحدود حتى قام إسحق (الذي أراد أن يتحالف مع صلاح الدين الأيوبي) بوضع كل العوائق في طريقه ولم يرغمه على تنفيذ تعهداته سوى قوة السلاح.
أمضى إسحق السنوات الخمس التالية في محاربة الفلاخ المتمردين وشن العديد من الحملات عليهم بنفسه وأحدها كان عام 1195. وفي تلك الحملة استغل شقيقه ألكسيوس غيابه عن المخيم في رحلة صيد وأعلن نفسه إمبراطورا واعترف به الجنود على الفور.
تم سمل عيني إسحاق وسجنه في القسطنطينية، وبعد ثمان سنوات في السجن تم وضعه لستة أشهر على العرش مرة أخرى، ولكن عقله وجسده كانا قد تأثرا من السجن وخلال حكمه كان ابنه ألكسيوس الرابع هو الحاكم الفعلي. ومات إسحق عام 1204 بعد اغتصاب عرشه من قبل قائد جيوشه مورزوفلس.
كان إسحاق الثاني أحد أضعف وأشرس الأمراء الذين جلسوا على عرش بيزنطة، وقد أحاط به العبيد والخليلات والمتملقين، وسمح لمقربيه عديمي الكفاءة لأن يديروا إمبراطوريته بينما قام بتبديد المال الذي جباه من المحافظات على البنايات المكلفة والهدايا الباهظة للكنائس في مدينته.

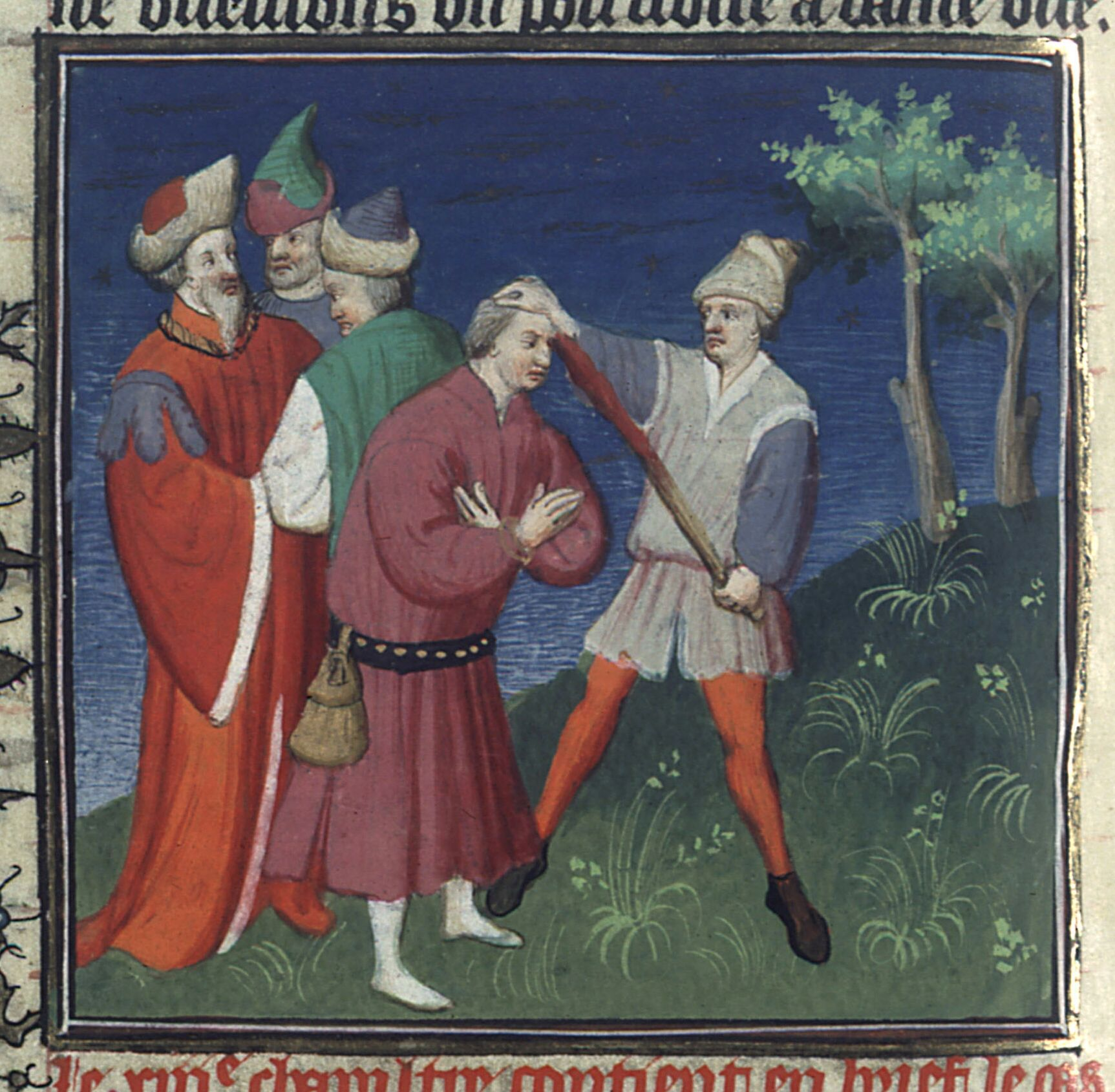
سمل عيني الامبراطور اسحق الثاني